# Joshua Slocum

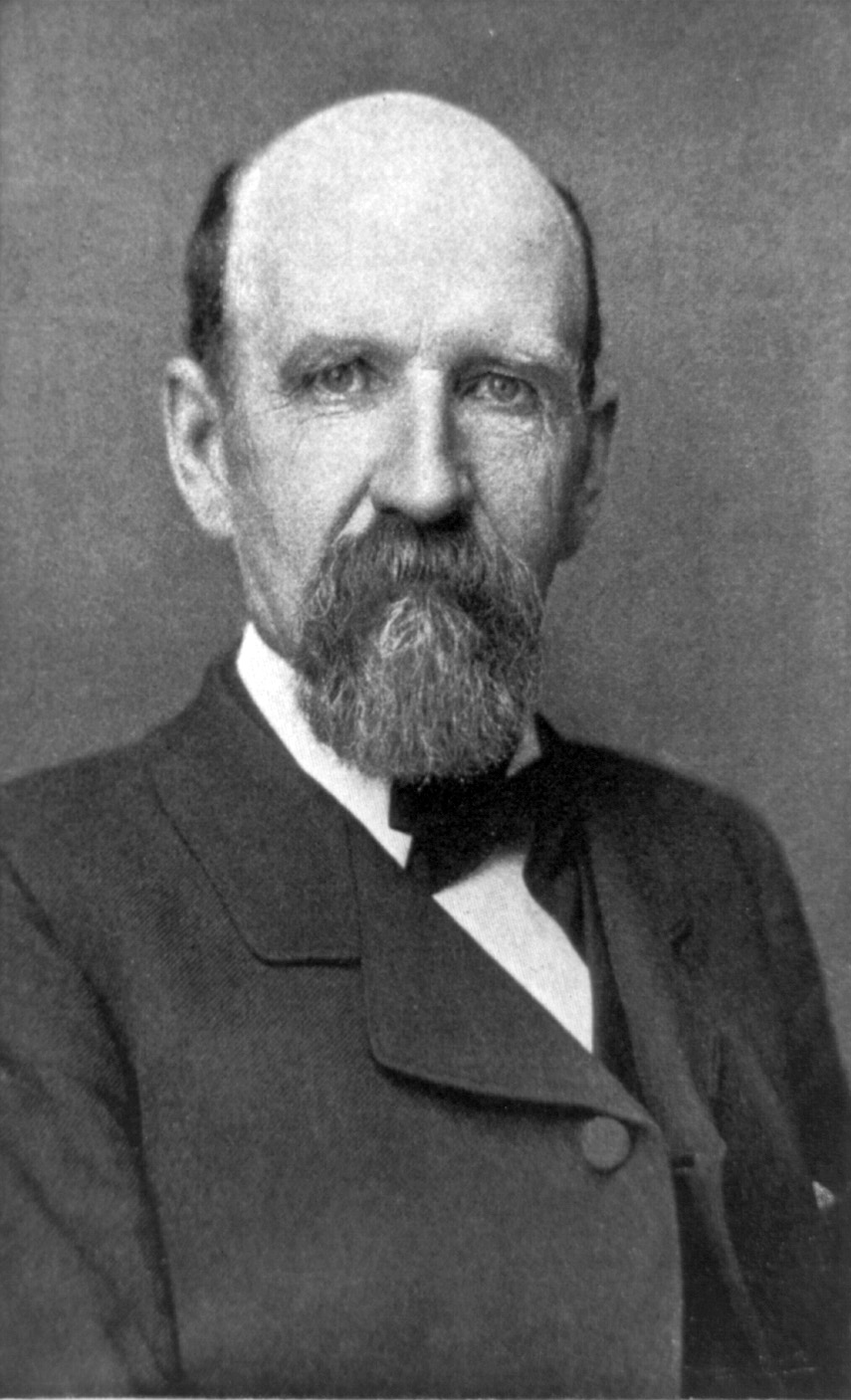
Joshua Slocum

Joshua Slocum (Nova Scotia, Canada 20 februari 1844 – na 14 november 1909) was een zeeman, avonturier, schrijver en de eerste persoon die alleen de wereld rond is gevaren.

## Eerste soloreis rond de wereld
In Fairhaven, Massachusetts, herbouwde hij de 11.2 meter lange, gaffelgetuigde oestersloep Spray.
Op 24 april 1895 vertrok hij naar Boston. Na een uitgebreid bezoek aan zijn geboortestreek bij Brier Island, vertrok hij op 3 juli 1895 van Noord-Amerika. 
Slocum navigeerde zonder chronometer, wat het niet mogelijk maakte om zijn lengteligging precies te bepalen. Zijn boot was zeer koersstabiel dankzij de uitstekende verhouding tussen zeil en romp, zodat hij de helmstok enkel in noodweer moest hanteren. Hij zeilde 3200 km west zonder de helmstok aan te raken. Op deze zeer lange passage in de Grote Oceaan slaagde Slocum erin een maanafstandsobservatie te doen, decennia nadat dit niet meer algemeen gebruikt werd. Zo kon hij zijn lengteligging toch precies bepalen, hoewel hij voornamelijk vertrouwde op de gegist bestek-methode. 
Meer dan drie jaar later op 27 juni 1898 keerde hij terug naar Newport, Rhode Island, nadat hij de wereld had bevaren en zo een afstand van 74.000 km had afgelegd. Zijn terugkeer was onopgemerkt, aangezien de Spaans-Amerikaanse Oorlog nog maar twee maanden eerder was uitgebroken en alle aandacht daardoor werd opgeslokt. Na de oorlog kreeg hij echter veel aandacht van de pers.
In 1900 schreef hij het boek Sailing Alone Around the World, dat een internationale bestseller werd. Op 14 november 1909 vertrok hij met de Spray voor een reis naar West Indië, waarna niets meer van hem is vernomen.